# Thomas Gottschalk

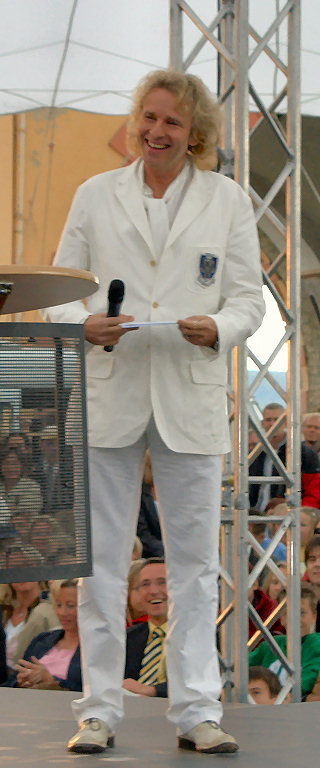
Thomas Gottschalk

Thomas Johannes Gottschalk (n. 18 mai 1950, Bamberg) este un moderator la radio și televiziune, manager și actor german. El a  apărut mai ales ca moderator în emisiunea TV „Wetten, dass ..?”.

## Date biografice
Gottschalk, fiul unui avocat, s-a născut la Bamberg, după ce părinții se refugiaseră din Silezia Superioară (astăzi voievodatul Opole, Polonia), și a crescut în orașul Kulmbach din aceeași regiune, unde și-a luat bacalaureatul și unde, în timpul școlii, a fost ministrant la biserică. O bursă acordată de Biserica Romano-Catolică i-a înlesnit un studiu universitar în München (istorie și germanistică pentru profesori de liceu). S-a căsătorit în 1976 cu Thea (cu 6 ani mai în vârstă decât el); au un fiu. În anii 1990 familia Gottschalk s-a mutat la Malibu, California, unde au o locuință de vară, o a doua locuință fiind Castelul Marienfels din Remagen, Germania.
Cariera de moderator și-a început-o ca disc jockey în 1971 la postul de radio public al Bavariei (Bayerischer Rundfunk, abreviat BR), din München, iar în 1976 și-a făcut debutul de moderator și la televiziune. Marea popularitate, la început pe plan regional, și-a câștigat-o pe canalul 3 al BR, ca prezentator de muzică pop și rock în cadrul unei emisiuni de seară. În primii câțiva ani a fost temporar și prezentator de știri la același post de radio și a avut o scurtă colaborare cu cotidianul conservator Münchener Merkur.
În 1982 a început să joace diferite în filme de comedie împreună cu comediantul Mike Krüger, iar în septembrie 1987 a preluat moderarea unui show TV de sâmbătă seara, foarte popular pe plan național, „Wetten, dass..?” („Pariem că...?”).
O singură ediție a emisiunii „Wetten, dass..?” îi aducea lui Gottschalk un onorariu de circa 100.000 Euro.
În anii '80 a fost moderatorul unei emisiuni TV de talk-show Heut' abend,
iar în deceniul următor moderatorul unei emisiuni Late night show.
În cadrul emisiunii live "Wetten, dass...?" de la 4 decembrie 2010 (cea de-a 192-a ediție) Samuel Koch, unul dintre participanți, s-a accidentat grav la o probă de cascadorism cu salt peste un automobil, rămânând invalid. La ediția următoare (feb. 2011) Gottschalk a anunțat oficial că va renunța la moderarea acestei emisiuni, fiindcă nu se va mai putea reîntoarce la atmosfera veselă și plăcută de dinaintea accidentului.

## Filmografie
- 1979: Summer Night Fever
- 1982: Piratensender Powerplay
- 1983: Monaco Franze – Der ewige Stenz
- 1983: Die Supernasen
- 1983: Bolero
- 1984: Zwei Nasen tanken Super
- 1984: Mamma Mia – nur keine Panik
- 1985: Big Mäc – Heiße Öfen in Afrika
- 1985: Die Einsteiger
- 1986: Miko – aus der Gosse zu den Sternen
- 1987: Zärtliche Chaoten
- 1988: Zärtliche Chaoten II
- 1989: Kuck mal, wer da spricht! (dublaj ca Mikey)
- 1989: Highway-Chaoten (Think Big)
- 1990: Eine Frau namens Harry
- 1990: Kuck mal, wer da spricht 2 (dublaj ca Mikey)
- 1991: Trabbi goes to Hollywood
- 1992: Der Ring der Musketiere (Ring of the Musketeers)
- 1992: Disney Filmparade
- 1993: Sister Act 2 – In göttlicher Mission
- 1998: Frühstück mit Einstein
- 2004: Garfield – Der Film (dublaj motanul Garfield)
- 2007: Triff die Robinsons (dublaj Cornelius Robinson)
- 2008: 1½ Ritter – Auf der Suche nach der hinreißenden Herzelinde
- 2009: Sturm der Liebe (în episodul nr. 895 al serialului)
- 2009: Das Traumschiff (în episodul nr. 60 al serialului)
- 2010: Der Zoowärter
- 2010: Germany’s Next Topmodel